# Emanuel Bruno Quaet-Faslem

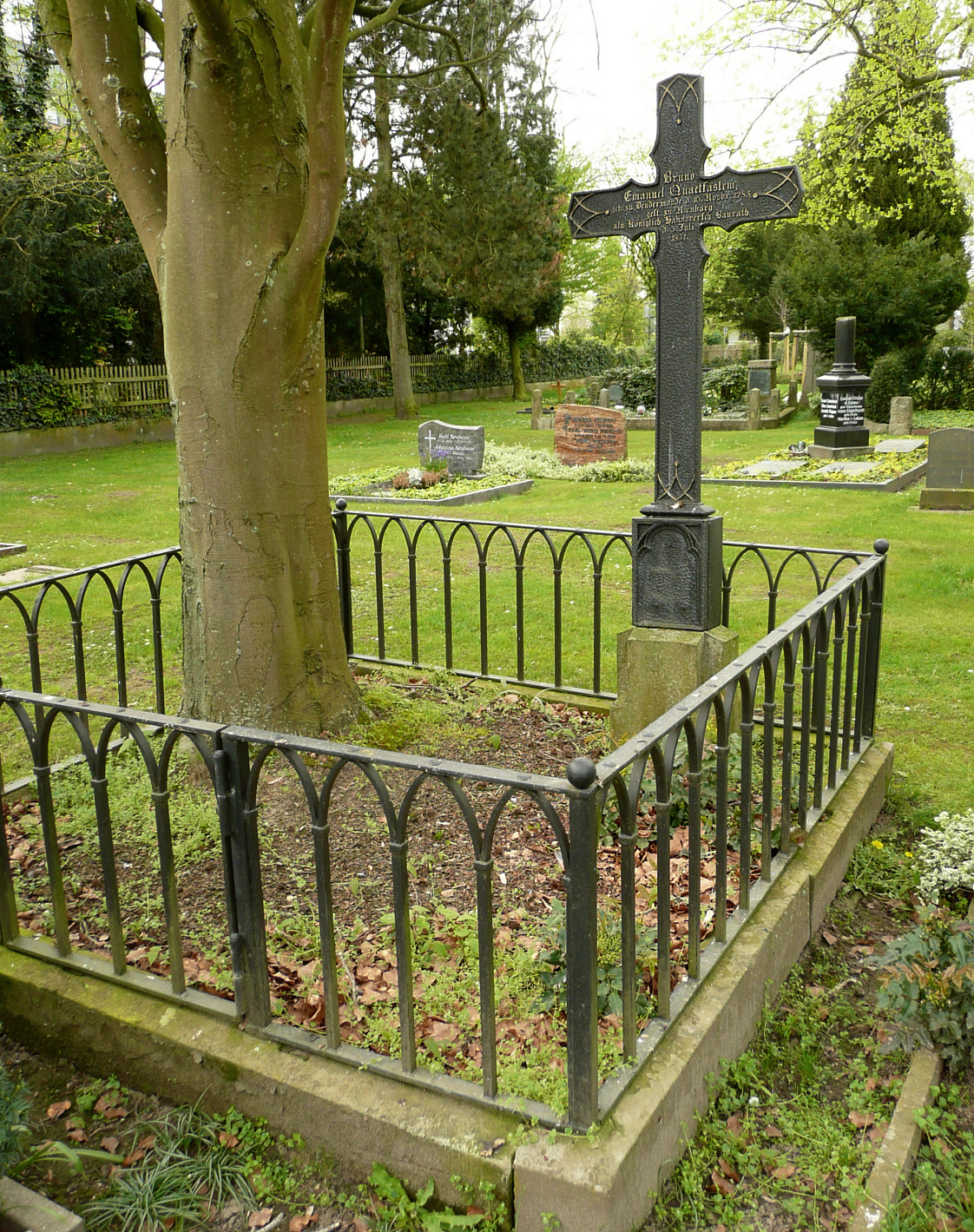
Grab auf dem Nordertor-Friedhof in Nienburg

Emanuel Bruno Quaet-Faslem (* 10. November 1785 in Dendermonde; † 3. Juli 1851 in Nienburg/Weser) war ein belgisch-deutscher Architekt und Bauingenieur. Er war belgischer Abstammung, aber lange Zeit als königlich hannoverscher Baubeamter im Weserraum tätig. Hier schuf er einige bedeutende Bauten im Stil des Klassizismus und Historismus.

## Leben
Emanuel Bruno Quaet-Faslem wurde 1785 in Dendermonde, einer Stadt an der Schelde in Flandern, geboren. Zunächst erhielt er eine Ausbildung als Bauzeichner und Tischler und arbeitete ab 1804 als Bautischler, u. a. bei dem Architekten Jean Baptiste Pisson in Gent. Der erkannte und förderte Quaet-Faslems Talent, sodass dieser 1804 bis 1810 ein Studium der Baukunst an der Koninklijke Academie voor Schone Kunsten van Gent (KASK) absolvieren konnte.
Nach dem Studium arbeitete Quaet-Faslem nochmals für einige Zeit als Baukondukteur bei Pisson, dann trat er – die vormaligen Österreichischen Niederlande waren 1797 von Frankreich annektiert worden – der französischen Brücken- und Straßenbautruppe (französisch: Service des Ponts et des Chaussées) bei. In Diensten des französischen Militärs, zuständig für den Bau großer Heerstraßen, kam Quaet-Faslem nach dem Vierten Koalitionskrieg als Entrepreneur in das zum 1. Januar 1811 vom französischen Kaiserreich annektierte Nordwestdeutschland.

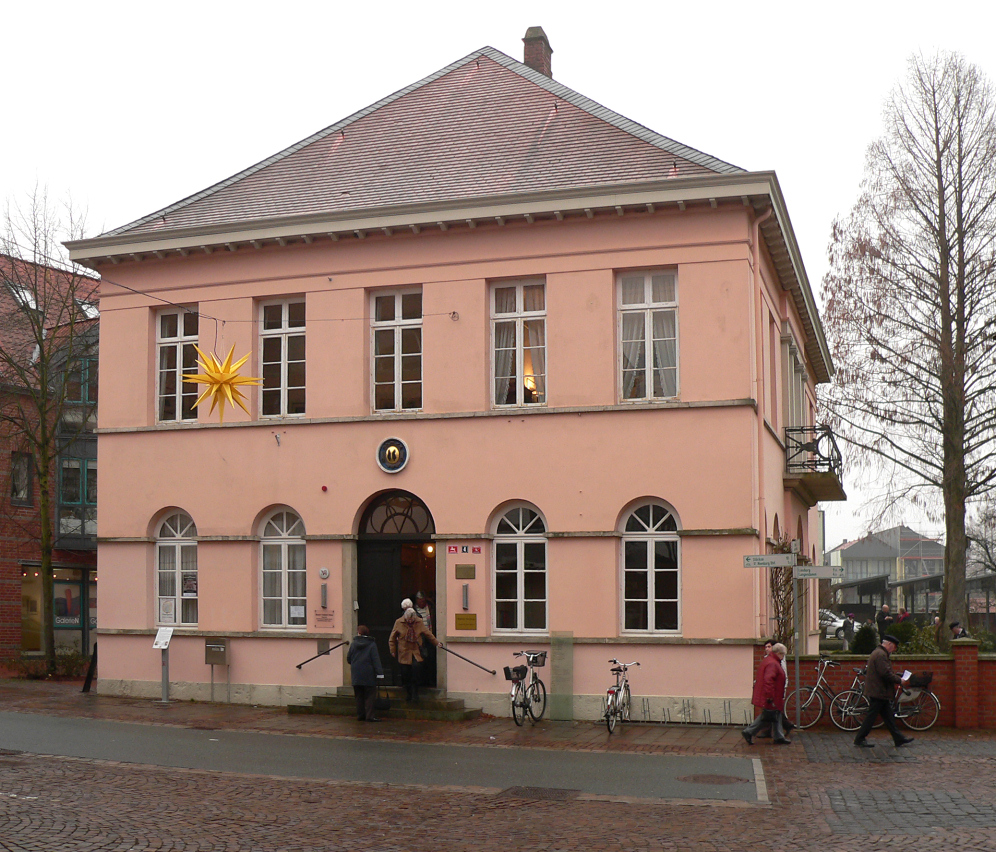
Früheres Wohnhaus von Emanuel Bruno Quaet-Faslem in Nienburg/Weser, heute Quaet-Faslem-Haus des Museums Nienburg

Nach dem Ende der französischen Annexion blieb Quaet-Faslem im aus dem Kurfürstentum Braunschweig-Lüneburg hervorgegangenen Königreich Hannover. Er ließ sich im Arrondissement Nienburg nieder, zunächst kurz in Bassum, später in der Stadt Nienburg von wo aus er bis zu seinem Lebensende 1851 tätig war. In Nienburg entwickelte er sich zu einem bedeutenden Baumeister und Lokalpolitiker und wurde schließlich Ehrenbürger der Stadt: 1827 wurde er zum „Commerzien-Commissär“ ernannt, 1832 zum Baurat befördert, 1834 zum Senator und schließlich zum „Ober-Commerzien-Commissär“ ernannt.
Quaet-Faslem trug wesentlich zum Aufbau der Nienburger Realschule bei (gegründet 1831), aus der nach seinem Tod die Baugewerkschule für Architektur und Bauingenieurwesen hervorgehen sollte. In der Stadt Nienburg war er als Senator für das Bauwesen verantwortlich, wobei er die klassizistisch-rationalistische Umgestaltung des Stadtbildes förderte. Er setzte sich außerdem dafür ein, dass die Bahnstrecke Bremen–Hannover über Nienburg geführt wurde. Er war Gründungsmitglied der Nienburger Freimaurerloge Georg zum silbernen Einhorn.

## Bauten
Emanuel Bruno Quaet-Faslem schuf diverse Bauten vor allem im Stil des Klassizismus und des Historismus (Neugotik, Neuromanik):
- Bauten in Nienburg:
  - eigenes Wohnhaus, 1821 (heute Museum Nienburg, genannt Quaet-Faslem-Haus), Leinstraße 4[6]
  - Synagoge, 1823, 1938 zerstört
  - Bürgerschule, ab 1824, im Zweiten Weltkrieg zerstört
  - Parkhaus (ursprünglich Gebäude für die Freimaurerloge), umgebaut erhalten
  - Renovierung der St.-Martins-Kirche[7]
- Diedrichsburg bei Melle
- St. Petrus zu den Ketten in Melle-Gesmold[8]
- Walburgiskirche in Venne[9]

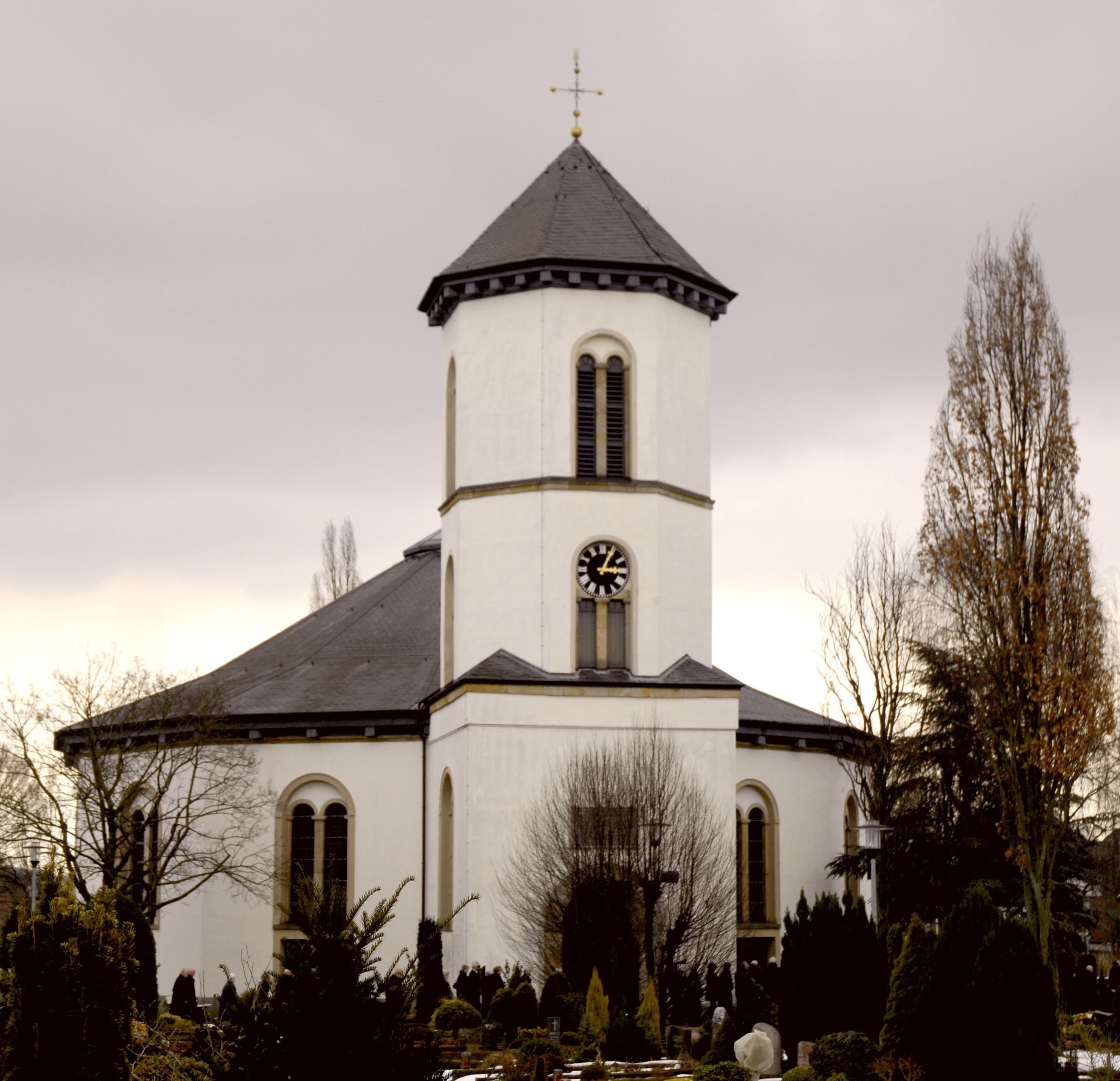
Kirche St. Petrus zu den Ketten in Gesmold
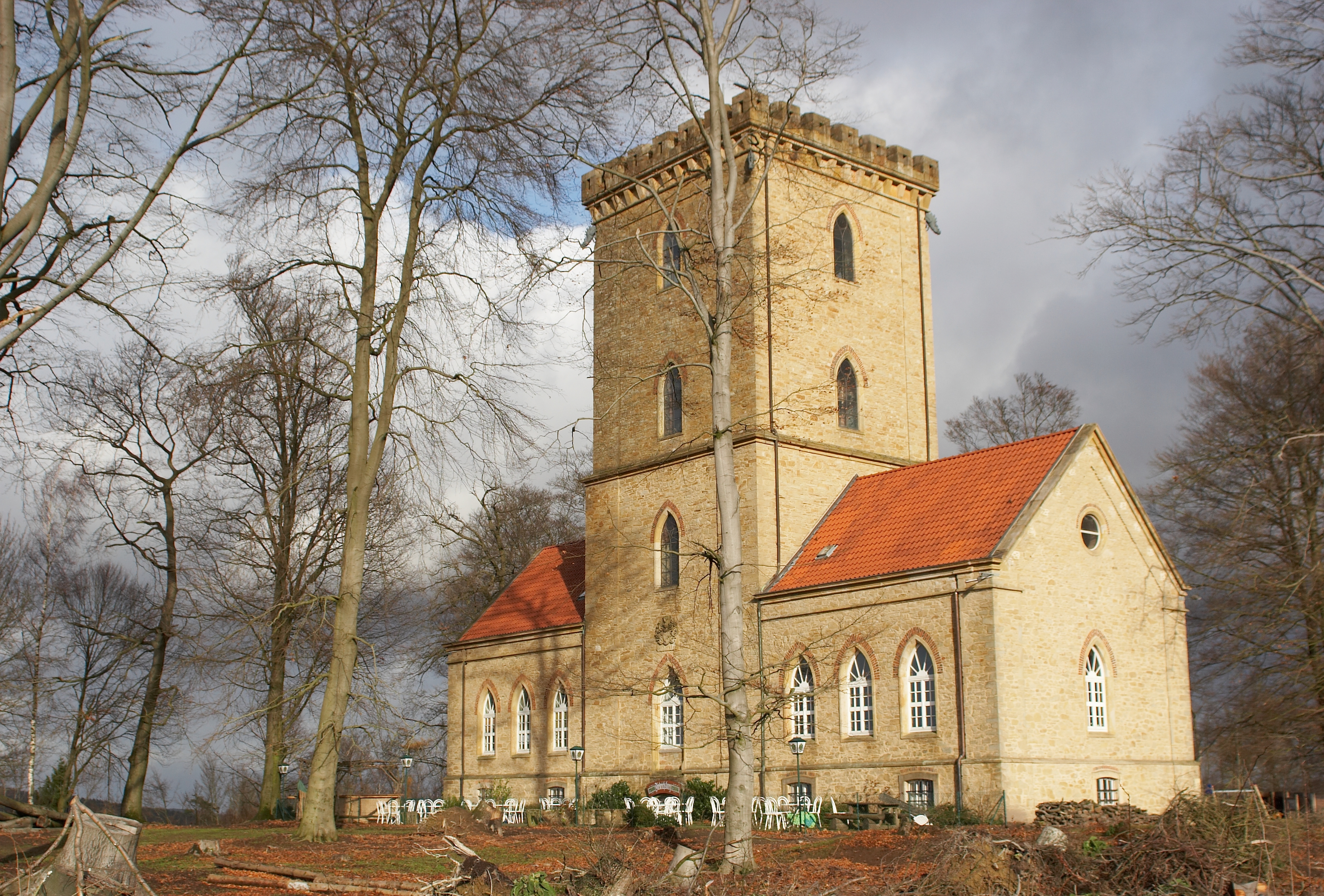
Diedrichsburg bei Melle
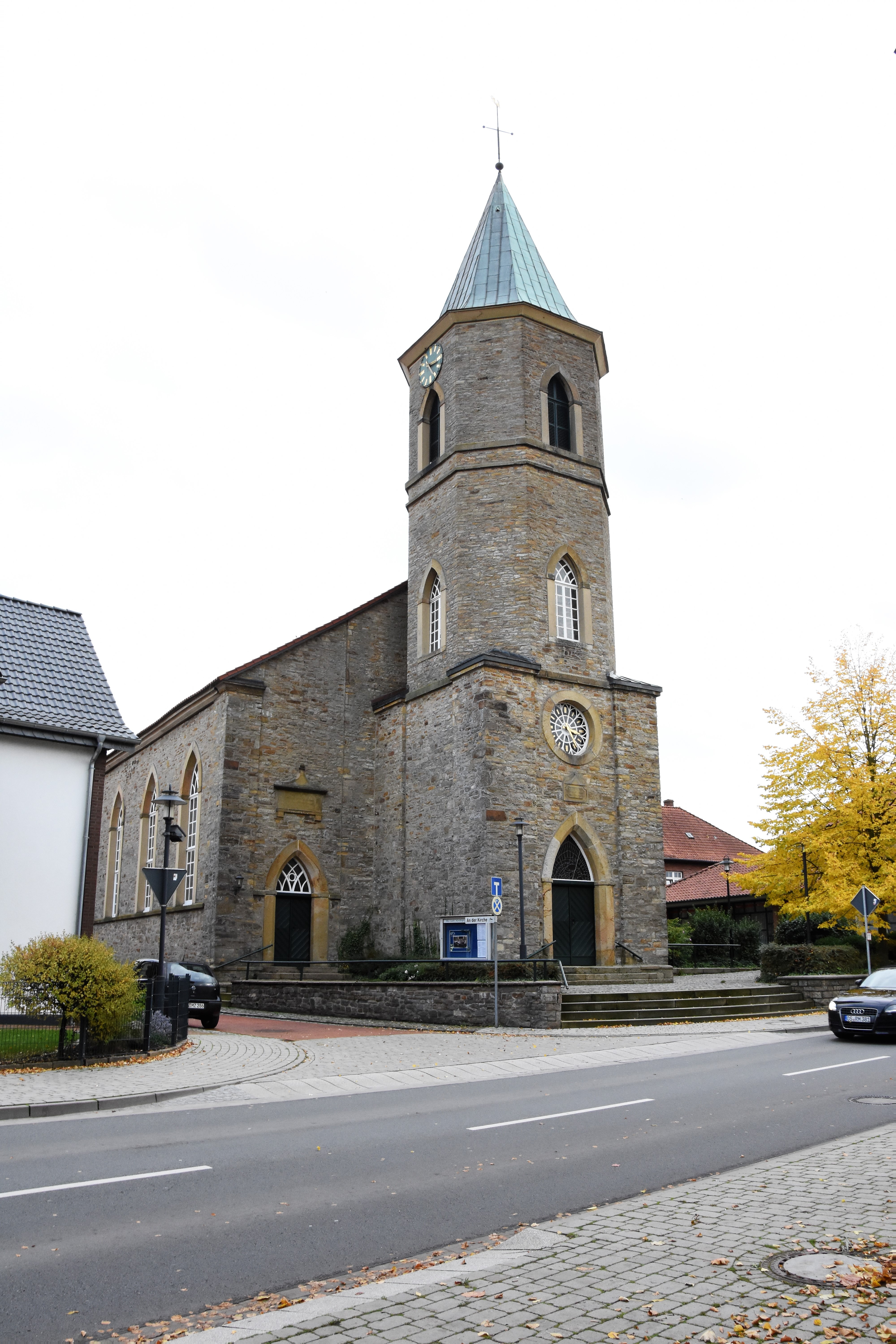
Walburgiskirche in Venne